# Кастелян из Куси
Кастеля́н из Куси́ (фр. Châtelain de Coucy) — французский трувер XIII века.
О его жизни имеется мало сведений, но стихи, сохранившиеся под его именем, принадлежат вероятнее всего Рено де Маньи или Ги де Туроту, кастеляну (châtelain) замка Куси. Ему приписывается 26 песен, носящих характер поэзии южных трубадуров, из которой он заимствовал как внутреннее настроение, так и самую форму изложения, обороты, стих и т. д. Оригинальность Кастеляна заключается в большей простоте и нежности, чем у большинства южных трубадуров, и в отпечатке грусти и искренности, придающем особую прелесть его поэзии. С именем Кастеляна Жакемон Саксеп, писатель XIV века, связывает легенду о рыцаре, умирающем в Палестине, в борьбе за освобождение Гроба Господня, и завещающем передать его даме его набальзамированное сердце, которое муж перехватывает и заставляет жену съесть. Эта легенда разработана Боккачио, Маргаритой Наваррской, Уландом и другими.

## Комментарии
1. ↑  В средневековой Франции и Фландрии шателен (Châtelain) — это наследственный титул, в руках носителя которого была сосредоточена гражданская и военная власть, впоследствии ограниченная[1].